# コンフキウスノコギリクワガタ
コンフキウスノコギリクワガタ（Prosopocoilus confucius）は、昆虫綱鞘翅目・クワガタムシ科・ノコギリクワガタ属の1種。
学名は古代中国の思想家・孔子（欧州では、尊称である孔夫子をラテン語化したConfuciusと綴る、正確な発音はコンフシウスに近い）にちなむ。

## 特徴
世界のノコギリクワガタ類の中ではギラファノコギリクワガタに次ぐ大きさとなる100mm内外の大型種で、その近縁種とされている。
体長はオスは40-113mm　メスは23-45mm程の大きさになり、オスの大型個体は大顎の根元部分と中央から前が緩やかに湾曲し、その後が直線的に伸びて、日本のノコギリクワガタとギラファの特徴を併せ持つような姿をしている。体色は黒色で、真横から見ると、日本のノコギリのように下側になめらかにカーブしている。
内歯の発達は弱く、中央部に一本伸びるものの小さく、その前方に更に小さな内歯が並ぶ。ギラファと同じく、根元内側に内歯があるが、ギラファよりはやや小さい。中型個体や小型個体では、大顎の長さが短くなり、内歯の発達が更に悪くなるが、小型個体となると内歯こそ目立たないものの、日本のノコギリの小型個体のような原歯型に近い形状の大顎となり、大型がギラファ、中型や小型が日本のノコギリの特徴を見せるような形状になる。
メスはギラファのメスと同様に黒色だが、上から見ると日本のノコギリのメスに見られる卵型に近い形で、メスもギラファのような体色と大きさに、日本のノコギリのようなスタイルを併せもったような形態となる。

## 生態
夜行性ではあるが、昼間も活動し、高標高地にある雲霧林や熱帯雨林のエノキ類等の広葉樹の樹液を吸う。灯火にも飛来する。
寿命は半年から一年近くとなり、ノコギリクワガタ類の中では寿命でもギラファに次いで長い方となる。
幼虫は腐朽木や、その周囲にある分解された土で見られ、約1年-1年半程の時間をかけて成虫になるが、他のクワガタと同様にメスは半年ほどで成虫となり、オスの成長はメスよりも遅くなる。

## 分布
インド北東部、ミャンマー北部、中国南部、ベトナム北部にかけて生息しており、分布的にはギラファノコギリクワガタの原名亜種（P.g.giraffa）と重なる部分があるが、全般的にギラファより生息分布は狭く、またギラファのように大陸から離れて、分かれた島には種の生息が確認されておらず、ギラファのような多くの亜種には分かれていない。

## 輸入
クワガタブームが始まった当初は、原産地からそれなりの数の個体が輸入されていたが、ギラファや他種の人気に押されたり、ギラファに比べて地味な印象があるせいか、現在はそれほど生体を入荷してはおらず、専門ショップでも見かける事が少なくなった。

## 飼育
ほぼ日本のノコギリクワガタや、ギラファと同様にして飼われるが、ギラファよりも温度変化が敏感な為か高温に弱く、やや低温で、温度管理に気をつけなければならないので、その意味ではギラファや日本のノコギリよりもやや飼育が難しいとされる。

## 参照
- 学研の図鑑『カブトムシ・クワガタムシ』　学研　ISBN 4-05-500421-4
- 吉田賢治  世界のクワガタムシ カブトムシ  成美堂  ISBN 4415027350